# 弥生 (小惑星)
弥生（やよい、4072 Yayoi）は小惑星帯に位置する小惑星。1981年10月30日、香西洋樹と古川麒一郎によって発見された。弥生時代の「弥生」から命名された。